# Alsóbogát
Alsóbogát är en ort i Ungern.   Den ligger i provinsen Somogy, i den västra delen av landet, 150 km sydväst om huvudstaden Budapest. Alsóbogát ligger 172 meter över havet och antalet invånare är 284.
Terrängen runt Alsóbogát är platt, och sluttar söderut. Runt Alsóbogát är det ganska tätbefolkat, med 214 invånare per kvadratkilometer. Närmaste större samhälle är Kaposvár, 15,3 km söder om Alsóbogát. Trakten runt Alsóbogát består till största delen av jordbruksmark.